# Edraianthus graminifolius
Edraianthus graminifolius är en klockväxtart som först beskrevs av Carl von Linné och som fick sitt nu gällande namn av A.Dc.
Edraianthus graminifolius ingår i släktet Edraianthus och familjen klockväxter. Inga underarter finns listade i Catalogue of Life.